# デティネツ

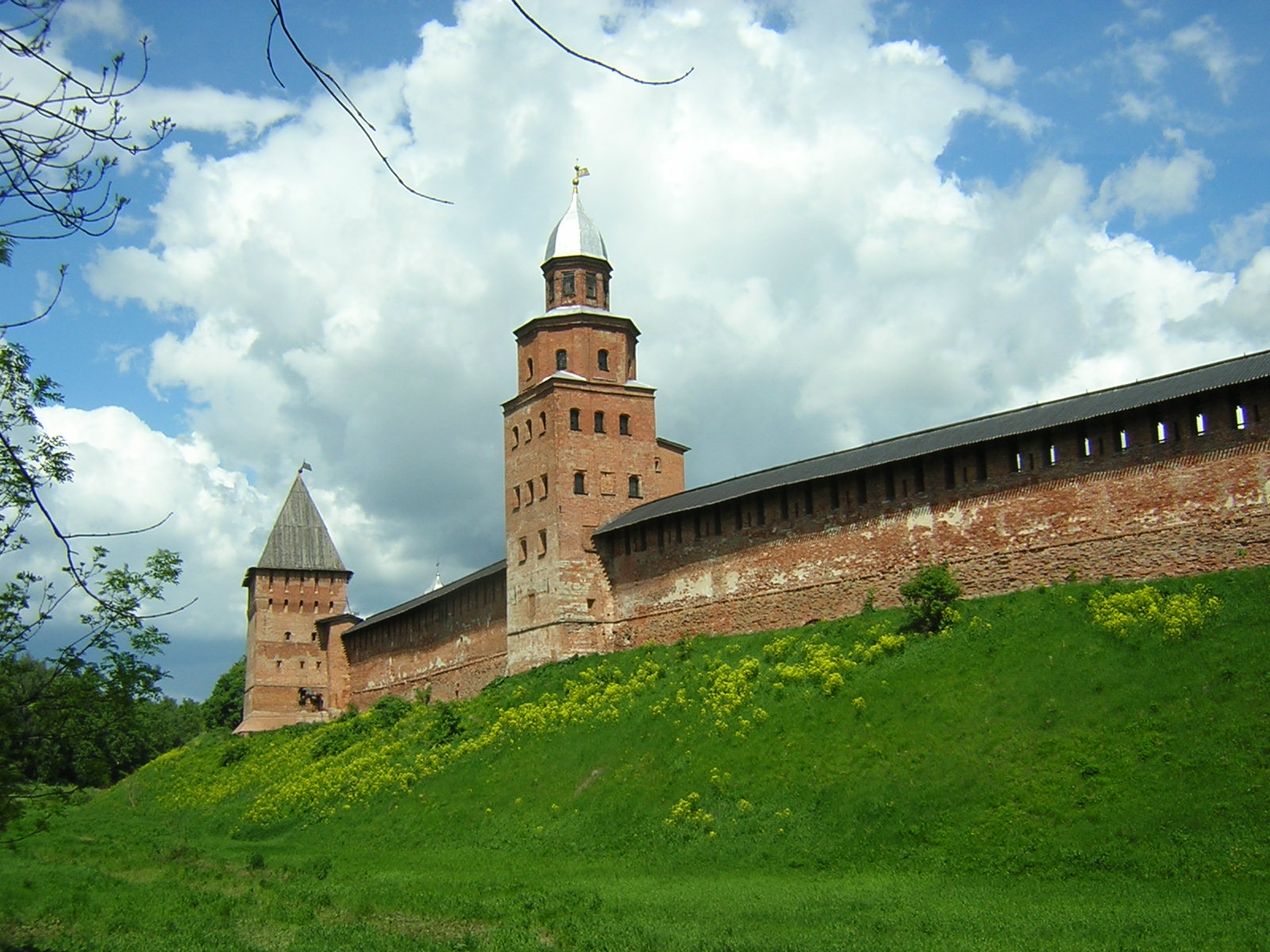
「ノヴゴロドのデティネツ」の塔

デティネツ（ベラルーシ語(タラシケヴィツァ):Дзядзінец、ロシア語: Детинец、ウクライナ語: Дитинець。）とは、ルーシの城塞の内側を指す言葉の1つである。意味の上ではクレムリという言葉に類似している。「ノヴゴロドのデティネツ(ru)」（ロシア語: Новгородский детинец）、「キエフのデティネツ(ru)」などの用例がある。
年代記においては、『ノヴゴロド第一年代記』の1097年の記述に見出される。一方、クレムリという言葉は1317年のトヴェリのクレムリの建設についての物語が初出である。これ以降、デティネツという言葉はクレムリに取って代わられるが、14世紀まではデティネツという言葉は広く普及していた。また、13世紀 - 14世紀の境目から、デティネツという言葉は、ノヴゴロドからプスコフにかけての地域の史料にのみ用いられるようになっている。このときから、デティネツという言葉はノヴゴロドのデティネツを指していると見なすことができる。